# 小森茂
小森 茂（こもり しげる、1948年5月7日 - ）は、日本の国語教育学者。青山学院大学教授。

## 略歴
栃木県生まれ。新潟大学教育学部卒業、広島大学大学院教育学研究科国語科教育学専攻博士課程中退。高知大学教育学部助手、助教授、鳴門教育大学助教授、1987年文部省初等中等教育局小学校課教科調査官(国語)、国立教育政策研究所教育課程研究センター教育課程調査官、青山学院大学教育人間科学部教授。

## 著書
- 『児童の側に立つ新国語科の展開』明治図書出版 1991
- 『国語科授業の創造 新しい学力観の実現をめざす』明治図書出版 1993
- 『子供のよさを生かす国語科授業の展開 「学校週五日制」に対応した授業の創造』東洋館出版社 1996
- 『個を生かす国語授業論の開発』明治図書出版 1997
- 『「伝え合う力」の育成と音声言語の重視』明治図書出版 オピニオン叢書 1999
- 『なぜ国語科は「総合的学習」と連携を図るのか』明治図書出版 オピニオン叢書 1999
- 『国語科の学力保障の説明責任・結果責任 目標を明確にして結果を検証し質を保証する』明治図書出版 21世紀型授業づくり 2006
- 『新学習指導要領小学校国語科の実践指針』明治図書出版 2008
- 『新国語科の具体化 なぜ「言語活動の充実」なのか どのように「思考力・判断力・表現力等」を育成するか』明治図書出版 2011

### 共編著
- 『改訂小学校教育課程講座 国語』編著 ぎょうせい 1989
- 『小学校学習指導要領 ’89告示 国語科の解説と実践』本堂寛共編著 小学館 1989
- 『小学校新教育課程の解説 国語』編著 第一法規出版 1989
- 『新しい漢字指導の計画と展開』本堂寛共編 明治図書出版 楽しい国語の授業 1990
- 『国語科の実践動向』全8巻 編 国土社 1991-96
- 『小学校国語科指導細案理解領域』藤原宏共編 明治図書出版 1991
- 『小学校国語科指導細案 書写指導』藤原宏共編 明治図書出版 1991
- 『小学校国語科指導細案楽しく書く作文の指導細案』藤原宏共編 明治図書出版 1992
- 『国語科の学習指導案 児童の側に立つ授業の創造 小学校1～6年』共編 国土社 1992
- 『新しい学力観に立つ国語科の学習指導と評価』編著 明治図書 1993
- 『小学校国語科学習課題づくりの授業事例』編 明治図書出版 子どものよさを生かす授業 1993
- 『新しい学力観に立つ授業展開のポイント 小学校国語科』桜井純子ほか企画・編集 藤井治共編著 東洋館出版社 1994
- 『国語科の学習活動と評価カード』編 小学館 小学校の授業と評価 1995
- 『国語科授業で子供たちの生きる力を育てる 総合的な学習へと広がる国語学習を中心に』編著 東洋館出版社 1996
- 『子供のよさを生かす国語科授業事例集 「生きる力」の育成と学校週五日制に対応した授業改革』小林一仁共編 明治図書出版 1997
- 『新しい教育課程と学習活動の実際 国語』本堂寛共編著 東洋館出版社 小学校新学習指導要領実践 1999
- 『生きる力を育てる国語科 伝え合う力を高める感想交流学習』編 多久市立南部小学校著 国土社 1999
- 『改訂小学校学習指導要領の展開 国語科編』甲斐睦朗共編著 明治図書出版 1999
- 『国語科をひらく「総合的な学習」の創造 音声言語能力の育成』編 東京都文京区立窪町小学校著 国土社 1999
- 『国語科の授業をどう創るか 対談・小学校新教育課程』清水健共編著 明治図書出版 1999
- 『国語科学びの力を高める総合的な学習の構想と展開』松野洋人共編 国土社 1999
- 『小学校新教育課程の解説 国語』編著 第一法規出版 1999
- 『新小学校教育課程講座 国語』編著 ぎょうせい 1999
- 『スピーチ・対話の学習』編著 明治図書出版 新国語科「言語活動例」の具体化 1999
- 『キーワードでわかる新国語科』松野洋人共編 国土社 2000
- 『国語科の授業 新学習指導要領を生かした』編・著 小学館 教育技術mook 2000
- 『手紙や通信文を書く学習』編著 明治図書出版 新国語科「言語活動例」の具体化 2000
- 『小学校新国語科授業の基本用語辞典 学習指導要領早わかり解説』編著 明治図書出版 2001
- 『新国語科「言語活動例」の授業モデル』松野洋人共編著 明治図書出版 2001
- 『新しい国語科授業の実際 生きた言葉の力を身に付ける 小学校1～6年』編著 東洋館出版社 2002
- 『小学校国語科基礎・基本と学習指導の実際 計画・実践・評価のポイント』井上一郎共編著 東洋館出版社 新しい教育課程の展開 2002
- 『国語科・新しい評価規準 授業が変わる子どもが伸びる』国語科学習指導研究会共編著 文溪堂 2003
- 『小学校国語科指導と評価一体化の授業展開 「評価規準」を位置付けた国語科授業の具体化』編 明治図書出版 新授業づくり選書 2004
- 『小学校国語科PISA型読解力向上の学習問題と解説』編 明治図書出版 2007
- 『「読解力」で授業をかえる 確かな学力をはぐくむことばの指導』田中孝一共編著 ぎょうせい 2008
- 『「ことば」で伸ばす子どもの学力 小学校・言語活動の評価と指導のポイント』角屋重樹共編著 ぎょうせい 2010
- 『新国語科の考え方と授業展開 全学年・全領域の指導計画例 小学校 小学校新学習指導要領改訂のポイントと授業改善の方法がわかる』編著 文溪堂 授業づくりシリーズ 2010
- 『新小学校国語科重点指導事項の実践開発 新学習指導要領の指導事例』編著 明治図書出版 2010